# Braulio Guisolfo
Braulio Guisolfo López (Montevideo, 7 maggio 2002) è un calciatore uruguaiano, centrocampista del Curicó Unido.

## Caratteristiche tecniche
È un mediano di centrocampo.

## Carriera

### Club
Cresciuto nel vivaio del Peñarol, esordisce in prima squadra il 24 maggio 2023 in Coppa Sudamericana contro il Millonarios. Il 17 agosto 2023 viene ceduto in prestito al Fénix, con cui esordisce il 3 settembre in campionato contro il Liverpool (M).

### Nazionale
Vanta 24 presenze con la selezione giovanile Under-17 dell'Uruguay, di cui 8 in occasione del campionato sudamericano di categoria, tenutosi in Perù.

## Statistiche

### Presenze e reti nei club
Statistiche aggiornate al 25 novembre 2023.
| Stagione        | Squadra         | Campionato      | Campionato | Campionato | Coppe nazionali | Coppe nazionali | Coppe nazionali | Coppe continentali | Coppe continentali | Coppe continentali | Altre coppe | Altre coppe | Altre coppe | Totale | Totale |
| Stagione        | Squadra         | Comp            | Pres       | Reti       | Comp            | Pres            | Reti            | Comp               | Pres               | Reti               | Comp        | Pres        | Reti        | Pres   | Reti   |
| --------------- | --------------- | --------------- | ---------- | ---------- | --------------- | --------------- | --------------- | ------------------ | ------------------ | ------------------ | ----------- | ----------- | ----------- | ------ | ------ |
| feb.-ago. 2023  | Peñarol         | PD              | 0          | 0          | CU              | -               | -               | CS                 | 2                  | 0                  |             | -           | -           | 2      | 0      |
| ago.-dic. 2023  | Fénix           | PD              | 8          | 0          | CU              | 1               | 0               |                    | -                  | -                  |             | -           | -           | 9      | 0      |
| Totale carriera | Totale carriera | Totale carriera | 8          | 0          |                 | 1               | 0               |                    | 2                  | 0                  |             | -           | -           | 11     | 0      |

## Palmarès

### Club

#### Competizioni giovanili
- Coppa Libertadores Under-20: 1

Peñarol: 2022